# Krabbenhöft & Lampe

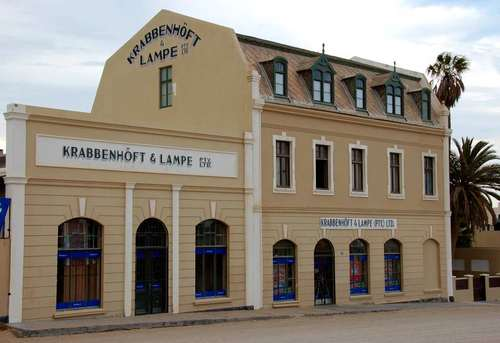
Krabbenhöft-und-Lampe-Gebäude

Krabbenhöft & Lampe, offiziell Krabbenhoft and Lampe, ehemals F. W. Krabbenhöft bzw. F. W. Krabbenhöft + Co, später KJK (Pty) Ltd., ist ein 1880 in Keetmanshoop in Deutsch-Südwestafrika (heute Namibia) von Friedrich Wilhelm Krabbenhöft (1853–1923) gegründetes Handelsunternehmen. Es gilt als ältestes existierendes Unternehmen des Landes.

## Geschichte
16 Jahre nach der Gründung erwarb das Unternehmen 1896 von Hendrik Witbooi ein Grundstück in Gibeon und gründete dort eine Filiale. Ab dem 1. Dezember 1906 firmierte das Unternehmen unter dem Namen F. W. Krabbenhöft + Co, da mit Jürgen Jess ein weiterer Geschäftsführer und mit Oskar Lampe (1877–1961) ein Gesellschafter aufgenommen wurden. Am 27. November 1909 erhielt das Unternehmen den Namen Krabbenhöft & Lampe mit Hauptgeschäftsstelle in Lüderitz. Dort wurde im gleichen Jahr das Krabbenhöft-und-Lampe-Gebäude als Hauptsitz errichtet.  Es steht seit 1979 unter namibischem Denkmalschutz.
Fortan arbeitete das Unternehmen, neben dem Gemischtwarenhandel vor allem als Importeur und Händler von Baumaterial.
Am 14. Juli 1911 wurde die Niederlassung in Gibeon formell beim Bezirksamt registriert. Nach dem Tod von Krabbenhöft 1923 tritt Willi Meier als neuer Gesellschafter in das Unternehmen ein und baut das Geschäft zu einem Handelsunternehmen mit Stoffen, Schafwolle und Kleidung weiter aus. Zudem war Krabbenhöft & Lampe als Spediteur der Deutschen Ost-Afrika Linie und Woermann-Linie sowie als Agentur Hansa Brauerei, Coca-Cola sowie für andere Getränkemarken tätig.
In den 1950er Jahren wird in Helmeringhausen eine weitere Filiale eröffnet, ehe in den 1960er Jahren die Zweigstelle in Gibeon, aufgrund der Richtlinien im Rahmen des Odendaal-Plans, geschlossen wurde.
Nach dem Tod von Lampe 1961 übernahm seine Ehefrau Juliane († 1997) seine Geschäftsanteile. Mit dem Niedergang von Lüderitz ab etwa 1972 gingen auch die Geschäfte von Krabbenhöft & Lampe zurück. Der Sohn von Oskar und Juliane, mit dem Namen Oskar, ließ das Unternehmen abwickeln, behielt aber die Immobilien. Er bot das Unternehmen 1980 seinem Freund Klaus Rotmann († 2011) zum Kauf an. Er übernahm das Unternehmen gemeinsam mit Jürgen Erni und Klaus Becker und benannte dieses im Juli 1984 in KJK (Pty) Ltd. um, ehe Mitte der 1990er Jahre wieder zum ursprünglichen Firmennamen Krabbenhöft & Lampe gewechselt wurde.
Rotmann lässt wenige Jahre später den Unternehmenshauptsitz in Lüderitz aufwendig und originalgetreu sanieren. 2011 stirbt dieser unerwartet. Seine Ehefrau als Erbin entschließt sich 2014 zum Verkauf des Unternehmens. Seit 2015 ist das Unternehmen in neuem Besitz und wurde 2016 als Close Corporation registriert. Zudem besteht mit Krabbenhoft and Lampe Selfcatering CC ein weiteres Unternehmen mit dem Namen, dass im Gebäude eine Lüderitz eine touristische Unterkunft betreibt.